# جيرانت توماس
جيرانت توماس (بالإنجليزية: Geraint Thomas) مواليد 25 مايو 1986 في كارديف، ويلز  ‏ ، هو دراج ويلزي في صنف سباق الدراجات على الطريق وعلى المضمار. وهو بريطاني الأصل من دولة بريطانيا العظمي، شارك في دورة الألعاب الأولمبية الصيفية 2008 و2012 وفاز بميدالية أولمبية ذهبية  ‏.

## الميداليات
| الميدالية | المسابقة                       |
| --------- | ------------------------------ |
| ذهبية     | الألعاب الأولمبية الصيفية 2008 |
| ذهبية     | الألعاب الأولمبية الصيفية 2012 |
| ذهبية     | دورة ألعاب الكومنولث 2014      |
| برونزية   | دورة ألعاب الكومنولث 2014      |
| برونزية   | دورة ألعاب الكومنولث 2006      |

### سباقات أو مراحل فاز بها
| التاريخ        | السباق                                                             | المركز                                                                 |
| -------------- | ------------------------------------------------------------------ | ---------------------------------------------------------------------- |
| 11 أبريل 2004  | Paris-Roubaix Juniors 2004                                         | الفائز في التصنيف العام                                                |
| 01 يناير 2008  | ركوب الدراجات في الألعاب الأولمبية الصيفية 2008 – فريق رجال مطاردة | الفائز في التصنيف العام                                                |
| 25 يوليو 2010  | سباق طواف فرنسا 2010                                               | التاسع في تصنيف أفضل شاب                                               |
| 23 مارس 2011   | دفارز دور فلاندرز 2011                                             |                                                                        |
| 03 أبريل 2011  | طواف فلاندرز 2011                                                  | العاشر في التصنيف العام                                                |
| 29 مايو 2011   | طواف بايرن 2011                                                    | الفائز في التصنيف العام                                                |
| 24 يوليو 2011  | سباق طواف فرنسا 2011                                               | السابع في تصنيف أفضل شاب                                               |
| 01 يناير 2012  | ركوب الدراجات في الألعاب الأولمبية الصيفية 2012 – فريق رجال مطاردة | الفائز في التصنيف العام                                                |
| 27 مايو 2012   | طواف إيطاليا 2012                                                  | التاسع في تصنيف النقاط                                                 |
| 27 يناير 2013  | داون أندر 2013                                                     | الأول في تصنيف النقاط، الثالث في التصنيف العام، الثالث في تصنيف الجبال |
| 23 فبراير 2013 | طواف نيوشبلاد 2013                                                 | الرابع في التصنيف العام                                                |
| 26 مايو 2013   | طواف بايرن 2013                                                    |                                                                        |
| 01 يونيو 2014  | طواف بايرن 2014                                                    | الفائز في التصنيف العام                                                |
| 01 يناير 2015  | طواف سويسرا 2015                                                   |                                                                        |
| 22 فبراير 2015 | طواف الغارف 2015                                                   | الفائز في التصنيف العام                                                |
| 27 مارس 2015   | إي ثري هاريل بيك 2015                                              | الفائز في التصنيف العام                                                |
| 21 فبراير 2016 | فولتا الغارف 2016                                                  | الفائز في التصنيف العام                                                |
| 13 مارس 2016   | باريس-نيس 2016                                                     | الفائز في التصنيف العام                                                |
| 21 أبريل 2017  | جيرو ديل ترينتينو 2017                                             | الفائز في التصنيف العام                                                |
| 10 يونيو 2018  | سباق دوفين للدراجات 2018                                           | الفائز في التصنيف العام                                                |
| 29 يوليو 2018  | سباق طواف فرنسا 2018                                               | الفائز في التصنيف العام                                                |
| 02 مايو 2021   | طواف روماندي 2021                                                  | الفائز في التصنيف العام                                                |
| 19 يونيو 2022  | طواف سويسرا 2022                                                   | الفائز في التصنيف العام                                                |

## روابط خارجية
- جيرانت توماس على موقع الاتحاد الدولي للدراجات (الإنجليزية)
- جيرانت توماس على موقع أرشيف الدراجات (الإنجليزية)
- جيرانت توماس على موقع إحصائيات الدراجات الإحترافية (الإنجليزية)
- جيرانت توماس على موقع نسبة الدراجات (الإنجليزية)
- جيرانت توماس على موقع CycleBase (الإنجليزية)
- جيرانت توماس على موقع اللجنة الأولمبية الدولية (الإنجليزية)
- جيرانت توماس على موقع أوليمبيديا (الإنجليزية)
- جيرانت توماس على موقع اللجنة الأولمبية البريطانية (الإنجليزية)
- جيرانت توماس على موقع اتحاد ألعاب الكومنولث (مؤرشف) (الإنجليزية)
- جيرانت توماس على موقع دورة ألعاب الكومنولث 2006 (مؤرشف) (الإنجليزية)